# 康格雷帕克人民革命党
康列帕克人民革命党（英語：People's Revolutionary Party of Kangleipak，缩写为PREPAK）是印度曼尼普尔邦的一个分离主义政党和武装组织，谋求建立一个独立的国家。1977年10月19日，该党在R·K·图拉钱德拉的领导下成立，得名于“曼尼普尔”的古称“康格雷帕克”。